# Ackerly
Ackerly é uma cidade localizada no estado norte-americano de Texas, no Condado de Dawson e Condado de Martin.

## Demografia
Segundo o censo norte-americano de 2000, a sua população era de 245 habitantes.
Em 2006, foi estimada uma população de 230, um decréscimo de 15 (-6.1%).

## Geografia
De acordo com o United States Census Bureau tem uma área de
0,8 km², dos quais 0,8 km² cobertos por terra e 0,0 km² cobertos por água.

## Localidades na vizinhança
O diagrama seguinte representa as localidades num raio de 48 km ao redor de Ackerly.